# Katy Steding
Kathryn Suzanne Steding (nacida el 11 de diciembre de 1967 en Tualatin, Oregón) es una exjugadora y entrenadora  de baloncesto estadounidense. Consiguió 1 medalla de oro con Estados Unidos en los Juegos Olímpicos de Atlanta 1996.